# Hiroki Miyazawa
Hiroki Miyazawa (jap. 宮澤 裕樹, Miyazawa Hiroki; * 28. Juni 1989 in Date, Präfektur Hokkaidō) ist ein japanischer Fußballspieler. 

## Karriere

### Verein
Hiroki Miyazawa erlernte das Fußballspielen in der Schulmannschaft der Muroran Ohtani High School. Seinen ersten Vertrag unterschrieb er 2008 bei Hokkaido Consadole Sapporo. Der Verein aus Sapporo, einer Stadt auf Hokkaidō, der nördlichsten der vier japanischen Hauptinseln, spielte in der höchsten Liga des Landes, der J1 League. Ende 2008 musste er mit Sapporo den Weg in die Zweitklassigkeit antreten. Hier spielte er bis 2011 in der J2 League. Ende 2011 stieg  der Verein als Tabellendritter in die erste Liga auf. Das Gastspiel in der J1 dauerte nur ein Jahr. Am Ende der Saison 2012 stieg man wieder in die zweite Liga ab. Von 2013 bis 2016 spielte er wieder Zweitklassig. 2016 wurde er mit Sapporo Meister der Liga und stieg wieder in die erste Liga auf. 2019 stand er mit dem Club im Finale des J.League Cup. Hier verlor man im Elfmeterschießen gegen den Erstligisten Kawasaki Frontale. Am Ende der Saison 2024 belegte er mit Hokkaido den 19. Tabellenplatz und musste somit in die zweite Liga absteigen.

### Nationalmannschaft
2008 spielte Hiroki Miyazawa achtmal in der japanischen U20–Nationalmannschaft.

## Erfolge
Hokkaido Consadole Sapporo
- Japanischer Zweitligameister: 2016
- Japanischer Ligapokalfinalist: 2019